# Grzęzno
Grzęzno [ˈɡʐɛ̃znɔ] (tiếng Đức: Weitenhagen) là một ngôi làng thuộc khu hành chính của Gmina Dobra, thuộc quận Łobez, West Pomeranian Voivodeship, ở phía tây bắc Ba Lan. Nó nằm khoảng 5 kilômét (3 mi) phía tây nam Dobra, 25 km (16 mi) phía tây obez và 48 km (30 mi) về phía đông của thủ đô khu vực Szczecin.